# Kloster Pătrăuți
Das Kloster Pătrăuți (rumänisch Mănăstirea Pătrăuți) liegt in Rumänien rund 7 km nordwestlich der Stadt Suceava in der Gemeinde Pătrăuți im Kreis Suceava. Die erhaltene Kirche Biserica Înălțarea Sfintei Cruci („Erhöhung des Heiligen Kreuzes“) wurde 1993 zusammen mit anderen Kirchen in der Moldau in die Liste des UNESCO-Weltkulturerbes aufgenommen. Sie ist auch als historisches Denkmal unter der Nummer SV-II-m-A-05581.01 geschützt, ebenso der hölzerne Glockenturm (Clopotniță).

## Geschichte

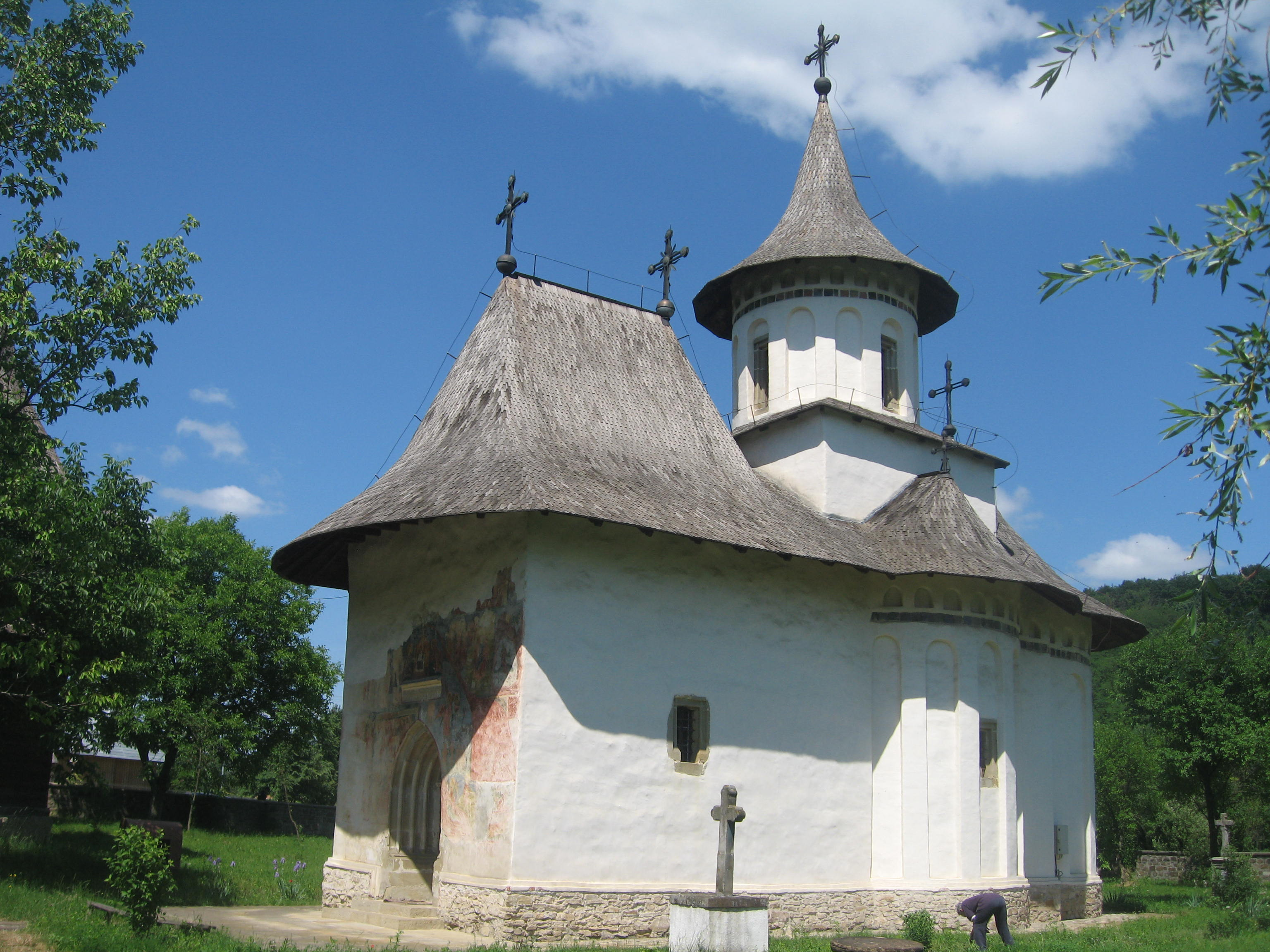
Die Kreuzerhöhungskirche

Die Kirche geht auf eine Stiftung Stefans des Großen aus dem Jahr 1487 zurück.

## Architektur
Die Kirche ist die früheste vollständig erhaltene Dreikonchenkirche des Moldautyps. Über dem Naos befindet sich ein „moldauisches Gewölbe“. Die Außenwände der Apsiden gliedern ebenso wie den Tambour der Kuppel schmale Blendarkaden. Ein schmaler Terracottafries verläuft unter dem Dachgesims.

## Wandmalereien

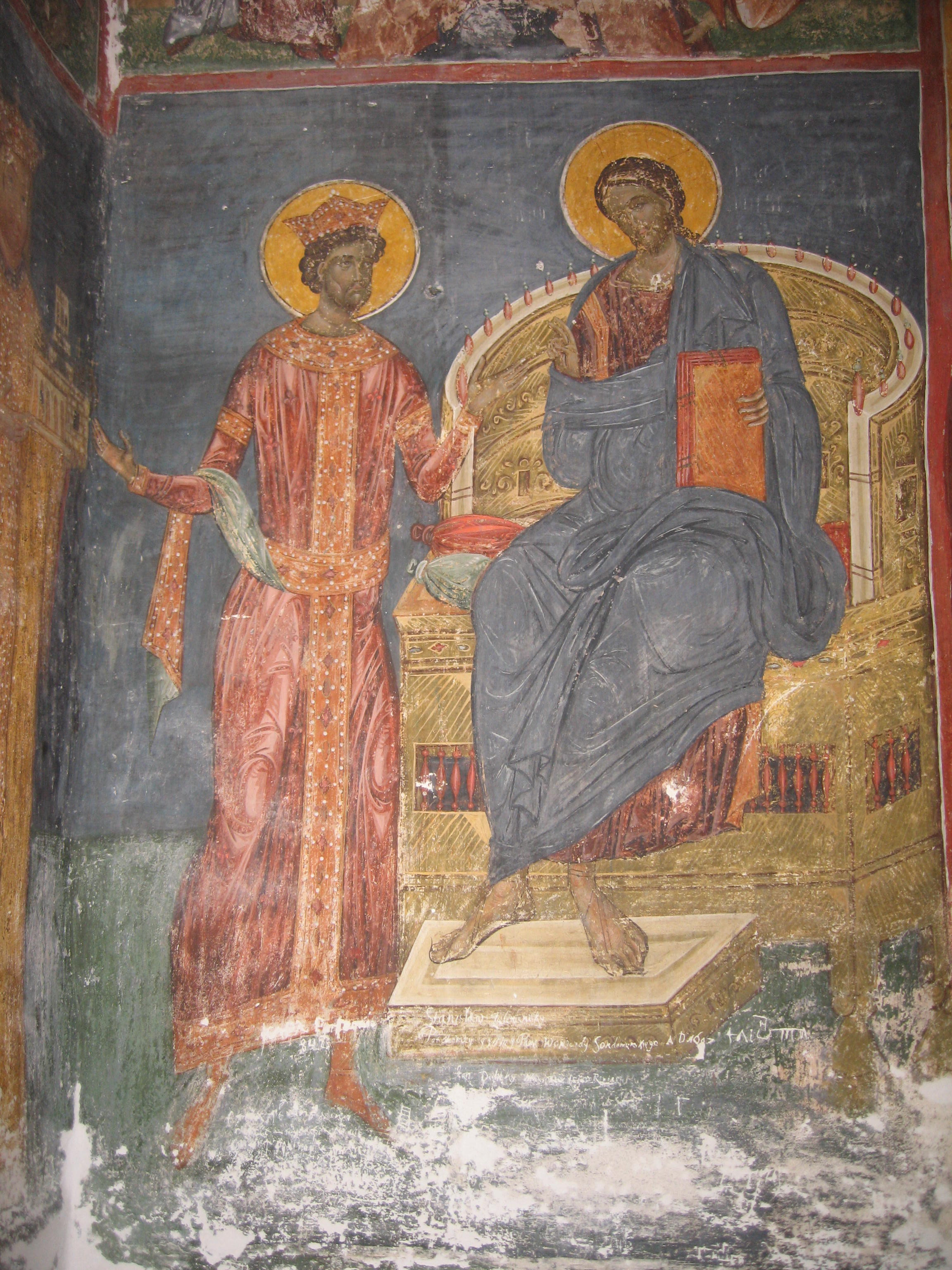
Kaiser Konstantin vor dem Thron Jesu

Im Pronaos befindet sich auf der Westwand die Darstellung einer Reiterschar, die unter Führung durch den Erzengel Michael, gefolgt von Kaiser Konstantin und den Reiterheiligen Georg und Demetrius, gegen Feinde zieht. Weitere Wandmalereien haben im Lauf der Zeit stark gelitten.

## Bildergalerie

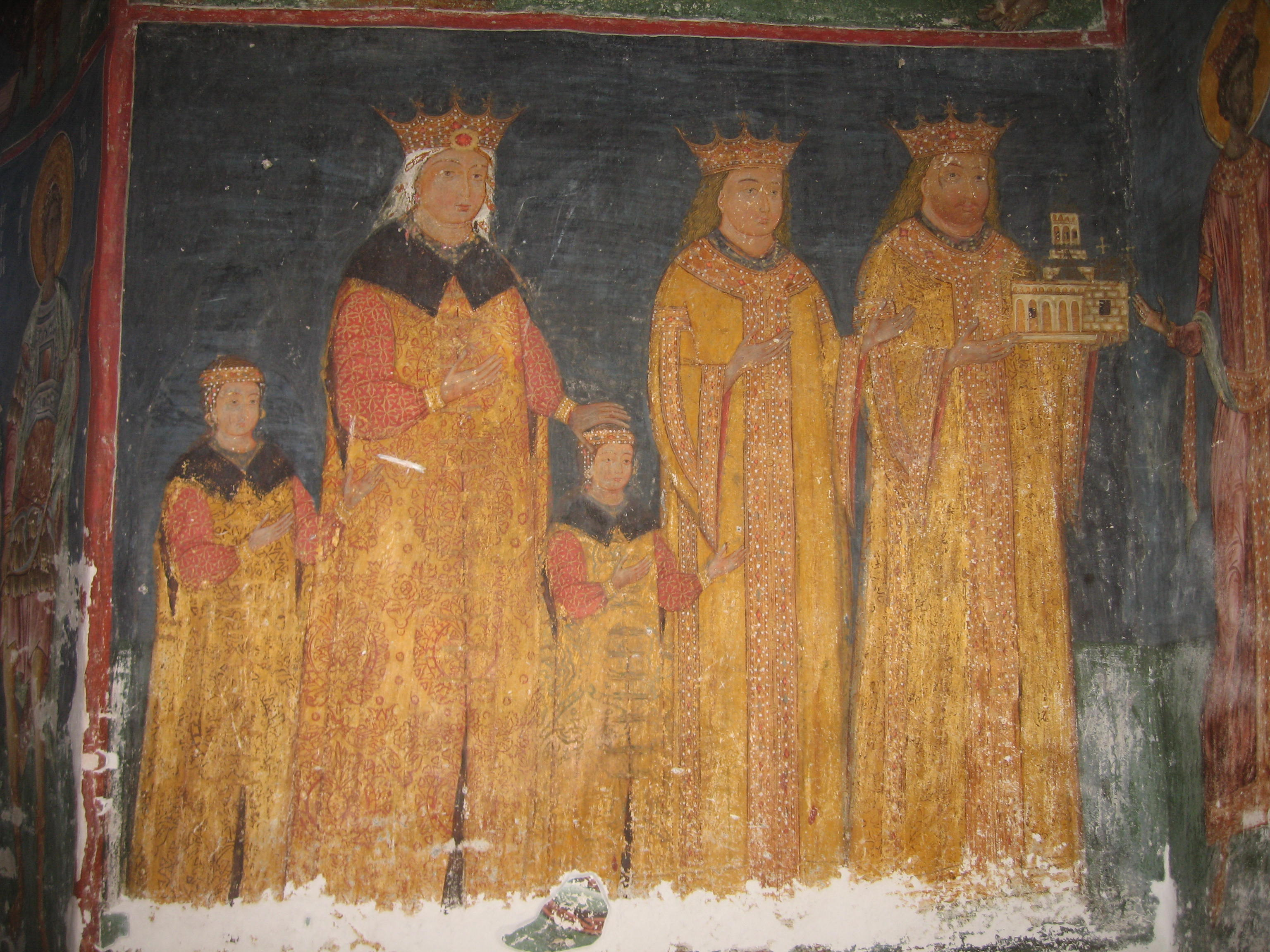
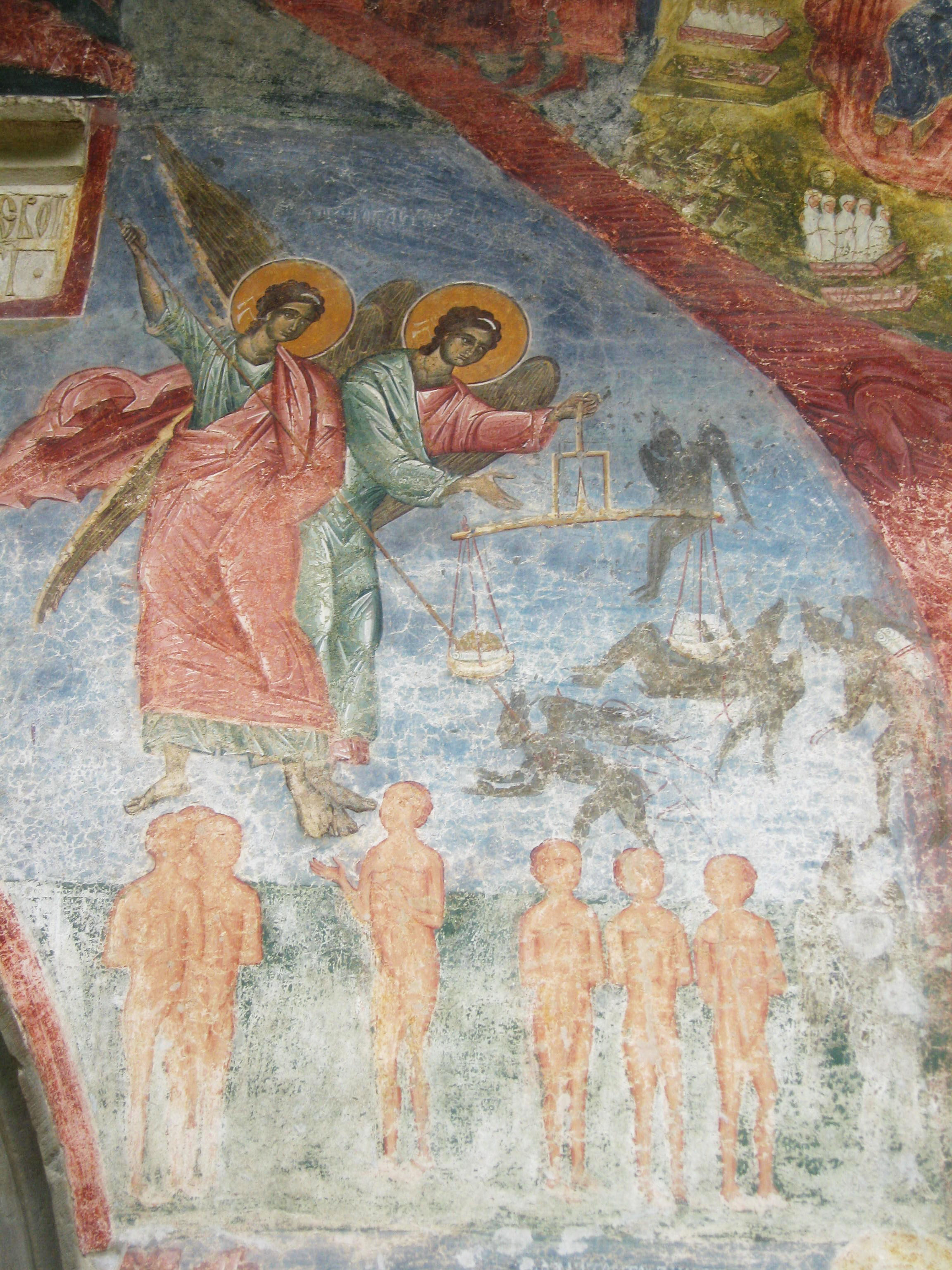
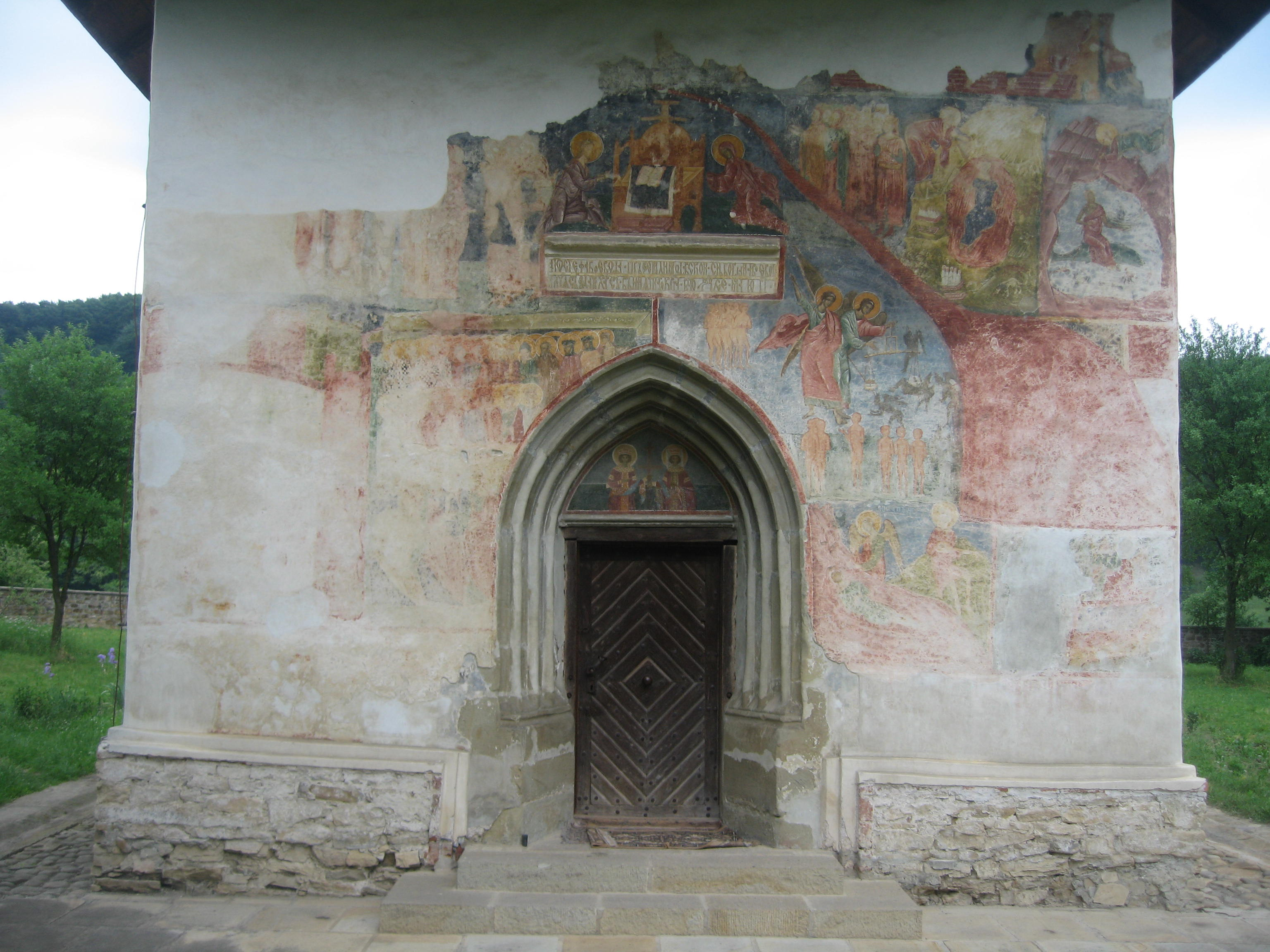
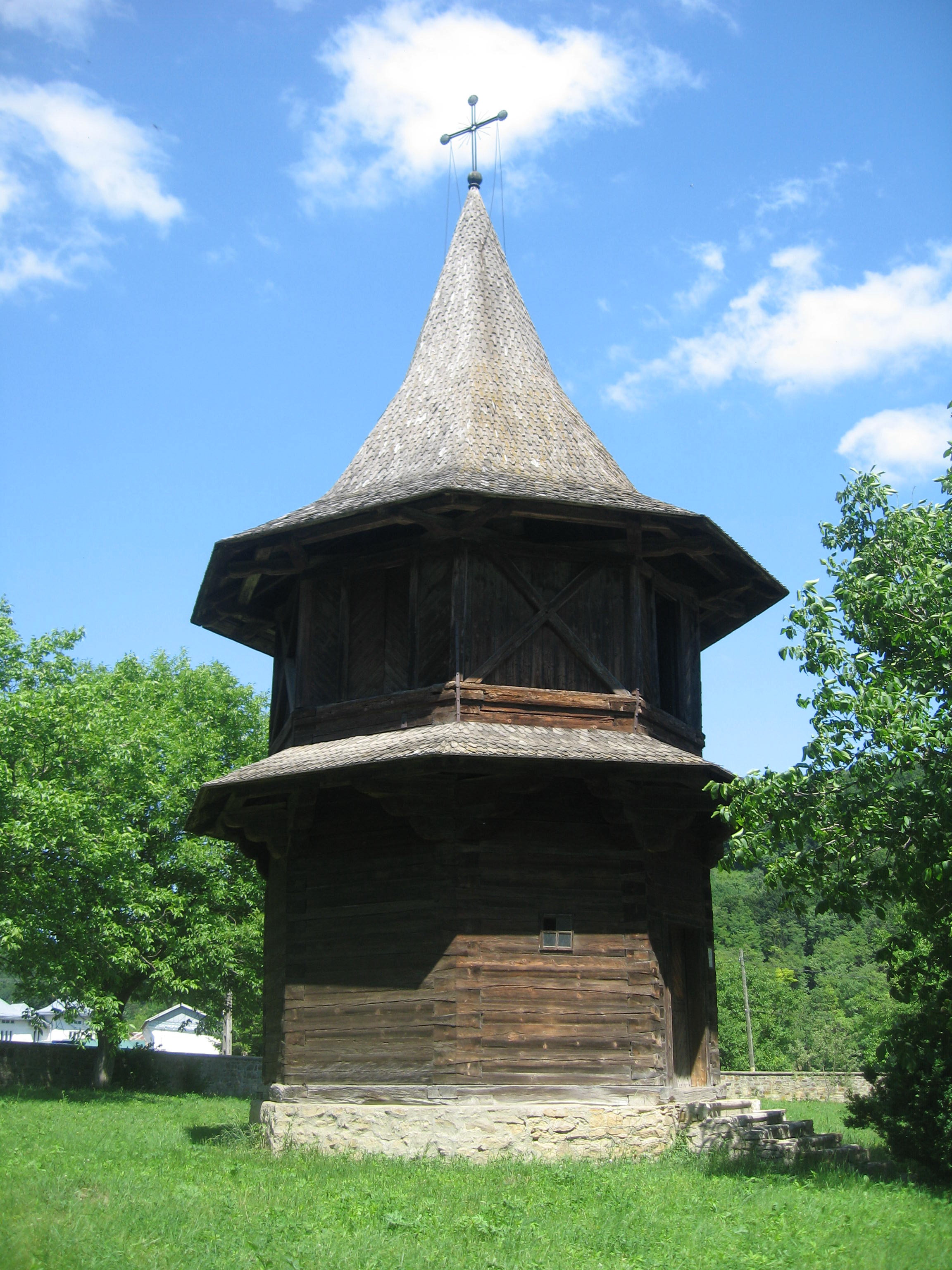